# Pedro Richter Prada
Pedro Ángel Richter Prada (* 4. Januar 1921 in Huamanga, Provinz Huamanga, Region Ayacucho; † 14. Juli 2017 in Lima) war ein peruanischer Offizier und Politiker, der unter anderem zwischen Februar 1979 und Juli 1980 letzter Premierminister der Militärdiktatur war.

## Leben
Pedro Ángel Richter Prada begann nach dem Besuch des Colegio San Ramón in Cajamarca 1942 eine militärische Ausbildung an der Militärschule (Escuela Militar) im Distrikt Chorrillos, die er 1946 als Alférez der Kavallerie des Heeres (Ejército del Perú) beendete. Er war später Absolvent der US Army Armor School in Fort Knox, der Höheren Kriegsschule (Escuela Superior de Guerra) sowie des Zentrums für höhere nationale Studien (Centro de Altos Estudios Nacionales). Während seiner militärischen Laufbahn war er unter anderem Direktor der Kavallerieschule (Escuela de Caballería), zwischen 1961 und 1962 Militärattaché an der Botschaft in Bolivien sowie später Kommandeur der 3. Militärregion (Rercera Región Militar). Nachdem dem Militärputsch am 2./3. Oktober 1968 wurde er 1970 Berater von Staatspräsident General Juan Velasco Alvarado, der ihn im Januar 1971 zum Chef des militärischen Nationalen Geheimdienstes SIN (Servicio de Inteligencia Nacional) ernannte.
Am 18. Mai 1971 wurde Richter Prada als Innenminister (Ministro del Interior) während der Regierung von Staatspräsident General Velasco Alvarado in Kabinett von Premierminister Ernesto Montagne Sánchez berufen und bekleidete dieses Amt im Anschluss auch in den Kabinetten der Premierminister Edgardo Mercado Jarrín (1. Februar 1973 bis 1. Februar 1975), Francisco Morales Bermúdez (1. Februar 1975 bis 29. August 1975) und Óscar Vargas Prieto (29. August bis 3. September 1975). 1975 erfolgte seine Beförderung zum Generalmajor (General de División).
Als Nachfolger von Óscar Molina Pallochia übernahm Richter Prada am 31. Januar 1979 während der Amtszeit von Staatspräsident Francisco Morales Bermúdez schließlich selbst das Amt als Premierminister (Presidente del Consejo de Ministros) und bekleidete Rückkehr zur Demokratie am 28. Juli 1980. Er war damit der letzte Premierminister während der von 1968 bis 1980 dauernden zwölfjährigen Militärdiktatur. In seinem Kabinett übernahm er zugleich vom 31. Januar 1979 bis zum 28. Juli 1980 auch das Amt als Kriegsminister (Ministro de Guerra). Darüber hinaus wurde er am 31. Januar 1979 Oberkommandierender des Heeres (Comandante general del Ejército del Perú) und behielt diese Funktion auch nach der Übergangsphase zur Demokratie bis zu seinem Ausscheiden aus dem aktiven militärischen Dienst am 31. Dezember 1980. Für seine Verdienste wurde er mit der Würde eines Kommandeurs und dem Großkreuz des Orden El Sol del Perú ausgezeichnet. Darüber hinaus wurde er mit verschiedenen ausländischen Orden und Auszeichnungen wie 1979 mit dem Großkreuz des Militärverdienstkreuzes von Spanien geehrt.
Im Januar 2017 war Pedro Richter Prada einer von acht Südamerikanern aus ehemaligen Militärregimen, die von einem Gericht in Rom wegen der Entführung und Ermordung italienischer Staatsbürger, die in den 1970er und 1980er Jahren in Südamerika lebten, zu lebenslanger Haft verurteilt wurden. In einer privaten Todesanzeige, die in Tageszeitung „El Comercio“ erschien, hieß es, er sei am 14. Juli 2017 gestorben, es schien jedoch keine unabhängige Bestätigung zu geben, und die italienischen Behörden hatten bis Juni 2018 auch keine Sterbeurkunde erhalten, als sie seinen Tod dennoch registrierten.

## Hintergrundliteratur
- HISTORIA DE LA PRESIDENCIA DEL CONSEJO DE MINISTROS: TOMO II (1956-2016) (Memento vom 12. Oktober 2016 im Internet Archive)